# 奧尼什基夫齊 (舒姆西克區)
50°7′16″N 26°8′47″E / 50.12111°N 26.14639°E
奧尼什基夫齊（烏克蘭語：Онишківці）是位於烏克蘭西部特諾皮爾州裏克列梅涅茨區的村莊，處於舒姆斯克以東，始建於1545年，2001年人口665。